# Rosa mesatlantica
Rosa mesatlantica är en rosväxtart som beskrevs av Harald Lindberg. Rosa mesatlantica ingår i släktet rosor, och familjen rosväxter. Inga underarter finns listade i Catalogue of Life.